# استپان پاپلیان
استپان پاپلیان (انگلیسی: Stepan Papelyan; ۱ ژانویهٔ ۱۸۷۵ – ۱ ژانویهٔ ۱۹۶۰) علوم پرورشی، آهنگساز، نویسنده اهل ارمنستان بود.